# Adolf Hochgraefe
Adolf Hochgraefe (* 30. Juli 1896 in Hagenow; † 22. September 1963 in Uelzen) war ein deutscher Politiker (SPD).
Hochgraefe absolvierte die Schule und danach eine Berufsausbildung, ehe er sich 1915 als Kriegsfreiwilliger für den Ersten Weltkrieg meldete. Er war von 1923 bis 1933 Kreisvorsitzender der SPD und zudem Mitglied des Kreistages. Bis zu seiner Maßregelung 1933 arbeitete er als Angestellter des Arbeitsamtes in Hagenow. Anschließend zog er nach Hamburg, wo er bei der Volksfürsorge tätig war. Nachdem er 1943 ausgebombt wurde, zog er nach Uelzen, wo er 1945 beim Aufbau der Gewerkschaft beteiligt war. Seit 1948 war er als Kreissekretär der Gewerkschaft ÖTV tätig. Außerdem war er ab 1945 Mitglied des ernannten Stadtrates in Uelzen und ab 1946 Bürgermeister der Stadt.
Hochgraefe wurde in die dritte Legislaturperiode des niedersächsischen Landtags gewählt, dem er vom 6. Mai 1955 bis zum 5. Mai 1959 angehörte. In der vierten Legislaturperiode wurde er nicht gewählt, rückte aber am 28. Dezember 1961 für den verstorbenen Hinrich Wilhelm Kopf nach.